# Claus Emmeche
Claus Emmeche (født 1956) er en dansk teoretisk biolog, videnskabsteoretiker, forfatter og debattør. Han er lektor på Institut for Naturfagenes Didaktik.
Sammen med bl.a. Jesper Hoffmeyer, Simo Køppe og Frederik Stjernfelt var Emmeche en af nøglepersonerne i formidlingen af og diskussionen om "de nye videnskaber" i 1980'erne.
Emmeche er blandt kritikerne af Universitetsloven af 2003.
Emmeche har skrevet flere bøger både på dansk og engelsk blandt andet Information i naturen : fra gener til organismer (1988), Det levende spil : biologisk form og kunstigt liv (1991), Reading Hoffmeyer, rethinking biology (2002), Genes, information,and semiosis (2008) 